# Teodor Romzha
El beato Teodor Romzha (en ucraniano: Теодор Ромжа, en húngaro: Tódor Romzsa; n. Velykyi Bychkiv, Imperio austrohúngaro, 14 de abril de 1911 – f. Úzhgorod, RSS de Ucrania, 1 de noviembre de 1947) fue un obispo católico ruteno de la Eparquía de Mukachevo de 1944 a 1947. Asesinado por la NKVD de Stalin, fue beatificado como un mártir por el papa Juan Pablo II el 27 de junio de 2001.

## Primeros años
Teodor Romzha nació en la región subcarpatiana en el Imperio austrohúngaro (en la localidad rusina de Velykyy Bychkiv, actual Ucrania) el 14 de abril de 1911. Su padre, Pavel Romzha, trabajó como empleado ferroviario, mientras que su madre Maria Semack era ama de casa. Como muchas familias ambiciosas en la región, los Romzhas hablaban húngaro en caso; sin embargo, en presencia de otros, empleaban al nativo rusino como deferencia.
Tras su graduación del Gymnasium de Khust, Teodor partió a Roma para estudiar para ser sacerdote. Comenzó como seminarista en el Collegium Germanicum, pero luego se cambió al Russicum. Teodor fue ordenado en la Basílica de Santa María la Mayor por el obispo Aleksander Evreinov en la Navidad de 1936. Luego de cumplir su servicio militar obligatorio, sirvió brevemente como pastor en varias parroquias transcarpatias (parte de Checoslovaquia desde 1918) antes de ser asignado como profesor de Filosofía en el seminario eparquial en Úzhgorod en 1939, en la actual Hungría.

## Episcopado

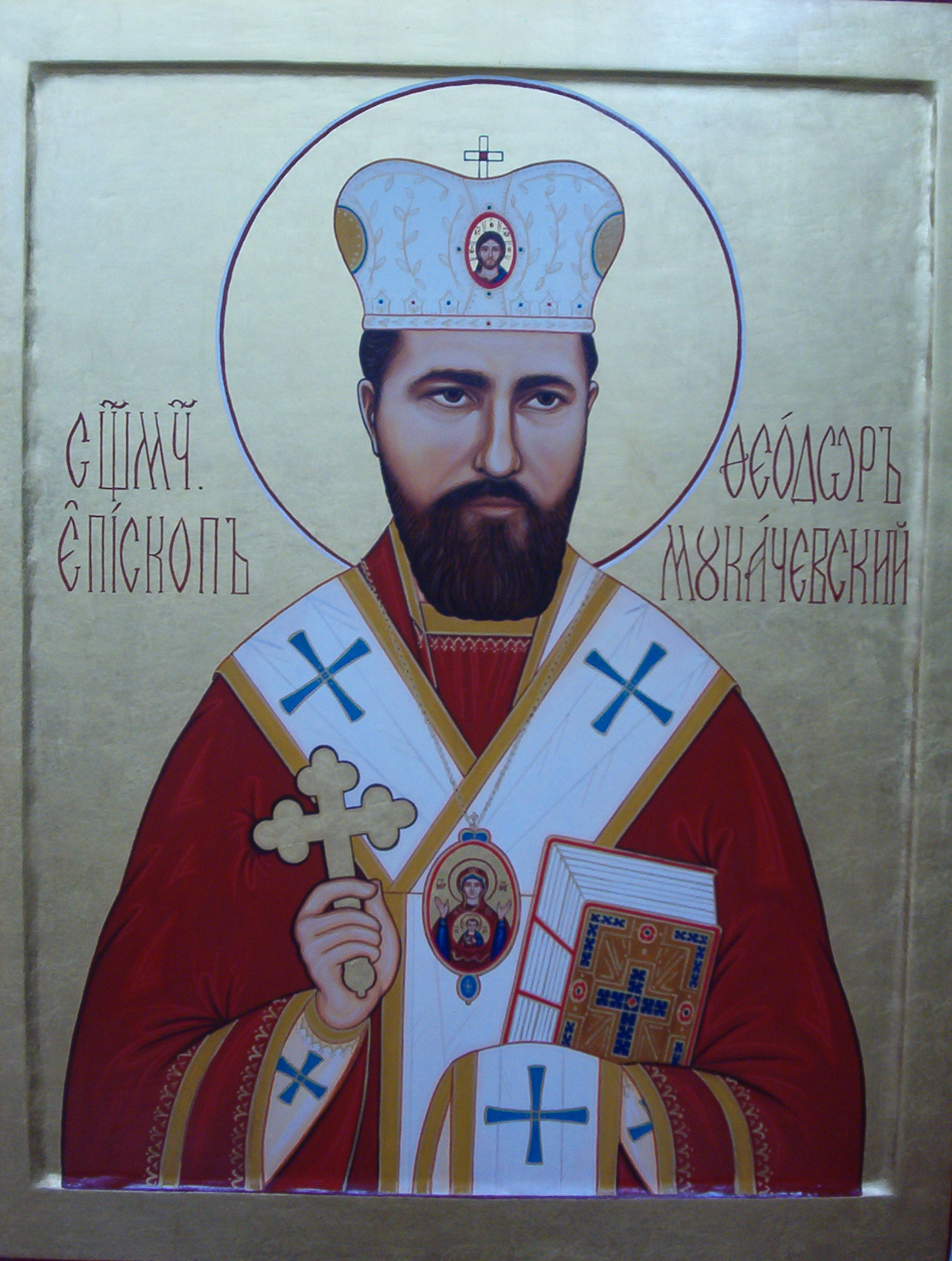
Teodor Romzha en su vestido de obispo.

Estos fueron años difíciles para la Iglesia católica bizantina rutena debido a que experimentó las invasiones primero de Hungría, una de las potencias del Eje, luego el dominio directo de la Alemania nazi y, finalmente, del Ejército rojo soviético.
El 24 de septiembre de 1944, a la edad de 33 años, fue consagrado obispo y fue nombrado administrador apostólico de la Eparquía de Mukachevo en la catedral de Úzhgorod por el obispo Miklós Dudás. De inmediato, debió hacer frente al Ejército Rojo, que ocupó las iglesias para asignarlas a la Iglesia ortodoxa rusa. El obispo Romzha se negó frente al general Iván Petrov a romper con el Papa.
Su ministerio debió enfrentar múltiples obstáculos, aunque logró sortearlos. En particular, organizó una celebración de la Asunción de María con una participación de más de 80.000 peregrinos, lo que no podía ser tolerado por los oficiales comunistas que empezaron a buscar la forma de deshacer de Romzha.
El 27 de octubre de 1947, de camino a casa de una visita parroquial, el carruaje del obispo Romzha fue deliberadamente embestido por un vehículo militar soviético y empujado hacia un lado del camino. Los soldados, vestidos de civil, saltaron de la camioneta y golpearon al obispo y a sus acompañantes. Poco después, un vehículo civil entró en escena y los asaltantes huyeron. Romzha y sus acompañantes fueron llevados a Úzhgorod, donde fueron hospitalizados. Romzha estaba haciendo un buen progreso cuando, tarde en la noche del 31 de diciembre, las monjas que lo estaban atendiendo fueron repentinamente despedidas y el régimen le asignó una nueva enfermera. Poco después de la medianoche, Romzha fue encontrado muerto. La enfermera lo había envenenado con una inyección de curare proporcionada por el jefe del Laboratorio 1 del NKVD, el doctor Grigori Mairanovski. Según una investigación en los archivos soviéticos llevada a cabo por Yevgenia Albats, el asesinato del obispo fue ordenado personalmente por Nikita Jrushchov.
La Iglesia católica rutena fue perseguida sin tregua y en 1949 fue oficialmente suprimida. Todas sus propiedades fueron asignadas a la Iglesia ortodoxa rusa.
Romzha fue beatificado como un mártir de la fe por el papa Juan Pablo II el 27 de junio de 2001 en Lviv y se le asignó el 1 de noviembre como su festividad.